# Bisschop van Hereford (Robin Hood)
De bisschop van Hereford is een hebberige man die voorkomt in de ballades van Robin Hood. Velen geloven dat zijn personage is gebaseerd op William de Vere.
Zijn eerste optreden maakt hij in de ballade Robin Hood and the Bishop of Hereford, waarin hij Robin Hood en zijn mannen betrapt op stroperij op zijn landgoed en hen voor het gerecht sleept.
In de ballade De Vrolijke Vrienden van Robin Hood is hij de man die door de bende wordt beroofd om een schuld aan zijn bisdom te betalen, is hij de geestelijke die het huwelijk tussen Eileen, het liefje van Allan a Dale, en haar huwelijkskandidaat (tegen haar wil in) inzegent, totdat Robin Hood ten tonele verschijnt, is hij een van de toeschouwers bij de koninklijke boogschietwedstrijd waarin hij weigert te geloven dat Robin Hood beter kan schieten dan de koninklijke boogschutters, en is hij ook degene die een standje krijgt van de abdis Eleanor als hij Robin Hood onterecht voor blasfemie wil laten radbraken.
Hij is een bisschop die samenwerkt met de sheriff van Nottingham en die ook in de gunst van koning Jan zonder Land probeert te komen. Hij wordt meerdere malen gegijzeld door de bende van Robin Hood en bestolen.